# 秋田県道121号入道崎八望台北浦線
秋田県道121号入道崎八望台北浦線（あきたけんどう121ごう にゅうどうざきはちぼうだいきたうらせん）は、秋田県男鹿市を通る一般県道である。

## 概要
男鹿半島の先端にある入道崎の秋田県道55号入道崎寒風山線から分岐し、日本海の岩礁地帯を西に、なだらかな丘陵を東に見ながら日本海沿岸を南下する。
男鹿市戸賀で、県道59号が戸賀バイパス（トンネル）で交差し、八望台から北東方向へ進路が変わって男鹿半島北側の県道55号交点で路線が終わる。

### 路線データ
- 総延長：12.075 km[3]
- 実延長 : 12.075 km[3]
- 起点 : 秋田県男鹿市北浦畠昆布浦4番2（秋田県道55号入道崎寒風山線交点、入道崎）[4]北緯40度0分14.88秒 東経139度42分9.44秒
- 終点 : 秋田県男鹿市北浦野村字前野100番（秋田県道55号入道崎寒風山線交点）[4]北緯39度58分5.08秒 東経139度45分45.42秒
- 未供用区間 : なし[3]

## 歴史
- 1962年（昭和37年）8月9日 - 秋田県道に認定される[4]。
- 1989年（平成元年）4月1日 - 無料開放される。

## 路線状況

### 冬期閉鎖区間
- なし[5]

### 交通不能区間
- なし[6]

### 有料道路
1989年3月31日まで入道崎八望台有料道路だったが、4月1日から無料開放された。

## 地理

### 交差する道路
| 施設名 | 接続路線名                 | 備考              | 所在地                                               |
| ------ | -------------------------- | ----------------- | ---------------------------------------------------- |
| 入道崎 | 秋田県道55号入道崎寒風山線 | 起点 県道55号起点 | 男鹿市北浦畠昆布浦                                   |
| 八望台 |                            |                   | 男鹿市北浦西水口北緯39度57分4.3秒 東経139度44分3.6秒 |
|        | 男鹿中央広域農道           | なまはげライン    | 男鹿市北浦打西坂上台                                 |
|        | 秋田県道55号入道崎寒風山線 | 終点              | 男鹿市北浦野村字前野                                 |

### 沿線の施設など
- 入道埼灯台
- 八望台：1951年（昭和26年）、高松宮が命名した。八方の絶景を望める場所。
- 二の目潟
- 一の目潟
- 男鹿山牧場